# 滿偉
滿偉（生卒年不詳），字公衡，三國時代曹魏官員，太尉滿寵之子。

## 生平
滿偉父親滿寵是曹魏重臣，於正始三年（242年）逝世，滿偉承繼父親爵位。滿偉身長八尺，為人以品格氣度知名於世，官至衛尉。曾被司馬昭徵召前往壽春參與討伐諸葛誕，但中途因病止於許昌。後來滿偉被兒子滿長武所受的冤案牽累，遭貶為庶民。

## 家庭

### 父
- 滿寵

### 兄弟
- 滿炳[7]

### 妹
- 满氏，嫁司马榦

### 子
- 滿長武

### 侄
- 滿奮，满炳子

## 備註
1. ↑  裴松之注《三國志·滿寵傳》引郭頒《世語》：「偉字公衡。」
2. ↑  《三國志·滿寵傳》：「寵前後增邑，凡九千六百戶，封子孫二人亭侯。正始三年薨，諡曰景侯。子偉嗣。」
3. ↑  裴松之注《三國志·滿寵傳》引郭頒《世語》：「寵、偉、長武、奮，皆長八尺。」
4. ↑  《三國志·滿寵傳》：「偉以格度知名，官至衞尉。」
5. ↑  裴松之注《三國志·滿寵傳》引郭頒《世語》：「壽春之役，偉從文王至許，以疾不進。」
6. ↑  裴松之注《三國志·滿寵傳》引郭頒《世語》：「收長武考死杖下，偉免為庶人。時人寃之。」
7. ↑  李善注《文選·卷四十二》載應璩《與滿公琰書》賈弼之山公表注曰：「滿寵，子炳，字公琰，為別部司馬。」